# Henri Pugliesi-Conti
Pour les articles homonymes, voir Pugliesi-Conti.
Étienne René Henri Pugliesi-Conti (né le 15 février 1866 à Louviers et mort le 10 février 1936 à Paris) est un militaire français.

## Biographie
Il est le fils d'Antoine François Pugliesi, préfet du Second Empire et de Marie Laure "Stéphanie" Conti. Son père est autorisé par décret impérial à accoler à son nom celui de son beau-père Conti, sans descendance mâle, et à s'appeler Antoine Pugliesi-Conti.
Henri Pugliesi-Conti est décédé le lundi 10 février 1936, à l'âge de 69 ans, à Paris XVIIe. Il est inhumé au cimetière des Batignolles (10e division).

## Carrière militaire[2]
Il fait une belle carrière dans la Marine nationale :
- Élève à l'École navale le 1er octobre 1882.

- Aspirant de 2e classe le 1er août 1884, aspirant de 1re classe le 5 octobre 1885, port de Brest.

Au 1er janvier 1886, sur le cuirassé Colbert, Escadre d'évolutions ; puis en décembre sur le transport Loire, Division navale de Cochinchine (Viet Nam du Sud).
- Enseigne de vaisseau le 5 octobre 1887. Il sert sur le cuirassé Turenne, les canonnières Aspic et Fanfare, prenant part aux opérations d'Indochine jusqu'en 1889. En 1890, sur le cuirassé Hoche, Escadre du Nord. En septembre 1892, sur le transport Isère.

- Lieutenant de vaisseau le 1er août 1893.

Officier breveté canonnier en 1895. Il passe sur le Dubourdieu, Division de l'Atlantique. Officier breveté de l'École Supérieure de la Marine, promotion 1899. En octobre 1901, sur le cuirassé Bouvet, Escadre de Méditerranée. En 1903, commandant le Goéland, Station locale du Sénégal. En 1905, sur le Masséna, Escadre du Nord. En 1907, sur le Léon-Gambetta, même escadre.
- Capitaine de frégate le 24 février 1909. Au 1er janvier 1911, second sur le croiseur cuirassé Ernest-Renan, 1re Escadre. En 1912, commandant le croiseur Descartes. En septembre 1914, il est commandant du 2e Régiment de la nouvelle Brigade de fusiliers marins placée sous le commandement de l'amiral Ronarc'h.

- Capitaine de vaisseau le 30 décembre 1914. Il se distingue aux combats de Dixmude et de l'Yser et est fait officier de la Légion d'honneur. Croix de guerre avec citation à l'Ordre de l'Armée navale. En 1915, il commande la défense fixe de Cherbourg; puis le cuirassé Justice en armée navale en Méditerranée. Il commande en 1917 le cuirassé Bretagne lancé en 1915 (et qui sera coulé à Mers el Kebir en 1940).

- Contre-amiral le 13 août 1918, il est fait vice-amiral (2e section) le 20 octobre 1925 et quitte le service actif.

## Ordres et décorations
Henri Pugliesi-Conti est titulaire de multiples ordres et décorations, français et étrangers :
- Grand officier de la Légion d'honneur (20 octobre 1921)[3]
- Croix de guerre 1914–1918
- Ordre du Service distingué
- Commandeur de l'ordre de Léopold II
- Croix de guerre
- Médaille de l'Yser
- Médailles de Serbie et d'Orient
- Grand officier de l’ordre du Soleil du Pérou, de l’ordre de Dannebrog, Officier de la Polonia Restituta, de la Rose Blanche de Saint-Olaf, de l’ordre de l’Aigle blanc, etc.